# Meteor (Schiff, 1887)
Die Meteor (in der Literatur auch als Meteor (I) bezeichnet) war die erste einer Reihe von kaiserlichen Rennyachten von Wilhelm II., die den Namen Meteor trugen.

## Regattakarriere alsThistle

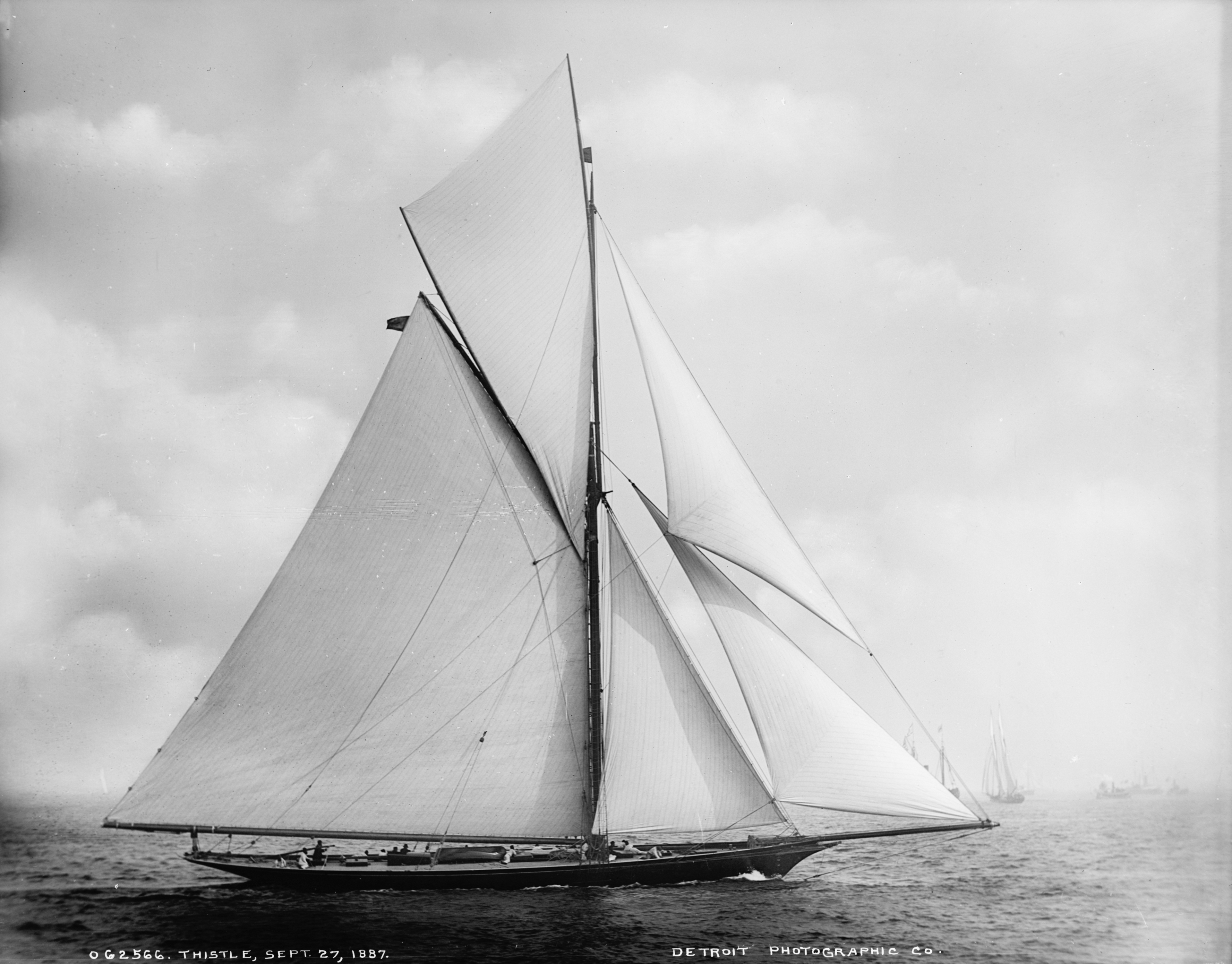
Thistle (gebaut 1887 auf der Werft David & William Henderson)

Die Yacht wurde von George Lennox Watson entworfen und auf der Werft D. & W. Henderson & Company in Partick (1912 in Glasgow eingemeindet) am Fluss Clyde in Schottland gebaut. Sie lief am 26. April 1887 vom Stapel. Auftraggeber war ein Syndikat, das aus den Anteilseignern William Clark, John Clark, Andrew Coates, William Coates, James Coates, George Coates, J. Hilliard Bell, und William Bell unter Führung von James Bell, allesamt Mitglieder des Royal Clyde Yacht Club, bestand.
Die Yacht war eine Stahlkonstruktion mit einem Teakdeck. Skipper der Thistle war John Barr (Halbbruder des legendären Charlie Barr). Der Bau verlief unter größter Geheimhaltung im Winter 1886/1887, weil die Thistle die britische Herausforderer-Yacht des America’s Cup war. Beim Stapellauf wurde der Rumpf mit Baumwolltuch verdeckt, damit man nicht ihre Linien sehen konnte. In ihrer ersten Sommersaison 1887 segelte sie in Schottland sehr erfolgreich und konnte in 15 Regatten 11 erste und 2 zweite Plätze belegen. Zu den Wettfahrten des 7. America’s Cup überquerte sie den Nordatlantik und traf in New York auf die US-amerikanische Verteidiger-Yacht (defender) Volunteer, die aufgrund der überragenden Erfolge der Thistle unter starkem Erfolgsdruck stand.

## 7. America’s Cup: 27. – 30. September 1887

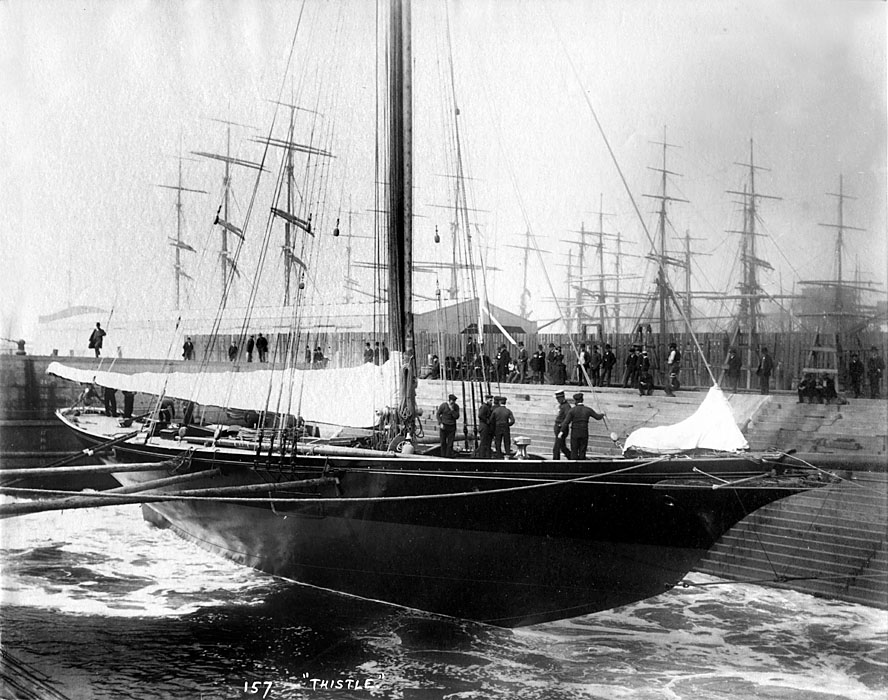
Meteor im Trockendock

Als Thistle New York erreichte, heuerte eine Lokalzeitung einen Taucher an, um das geheimnisvolle Unterwasserschiff zu untersuchen, das beim Stapellauf verhüllt war. Es entstand eine aufgebrachte Diskussion darüber, dass die angegebene Wasserlinie (LWL) kürzer war als sie sich nach einer Nachvermessung tatsächlich ergab. Die genaue Vermessung war insofern wichtig, als die Yachten keine Einheitsklasse bildeten und sich gegenseitig eine Zeitvergütung geben mussten, um ihre unterschiedliche Größe auszugleichen. Ein Match Race im heutigen Sinne war zur damaligen Zeit nicht möglich.
Führungsteam der Thistle:
- Skipper: John Barr
- Afterguard (Taktik und Navigation): William Bell, James York, George L. Watson und Captain W.R. Gibson.

Die Regattaserie wurde vom Veranstalter, dem New York Yacht Club, auf zwei Siege innerhalb von drei Wettfahrten in den Gewässern vor New York festgelegt.

### 1. Wettfahrt: 27. September 1887
Die erste Wettfahrt führte über 32,6 Seemeilen auf dem sogenannten Inside Course circa 20 Seemeilen luvwärts (gegen den Wind) vom Startpunkt Schottland-Feuerschiff (Scotland Lightship) und zurück. Die US-amerikanische Verteidigeryacht (defender) Volunteer schlug Thistle mit einem Vorsprung von 19 Minuten und 23 Sekunden nach berechneter Zeit (siehe oben).

### 2. Wettfahrt: 30. September 1887
Die zweite Wettfahrt führte über 40 Seemeilen auf dem sogenannten Outside Course circa 20 Seemeilen luvwärts (gegen den Wind) vom Startpunkt Schottland-Feuerschiff (Scotland Lightship) und zurück. Die US-amerikanische Verteidigeryacht Volunteer schlug Thistle erneut mit einem Vorsprung von 11 Minuten und 11 Sekunden nach berechneter Zeit.
James Bell versuchte gleich nach der Regatta erfolglos, Thistle für 10.000 Pfund Sterling vor Ort zu verkaufen. Sie kehrte am 14. Oktober 1887 nach Schottland zurück.
Die Yacht hatte danach von 1888 bis 1890 eine sehr erfolgreiche Regattakarriere in britischen Gewässern für den Royal Clyde Yacht Club.

## Regattakarriere alsMeteor
Der deutsche Kaiser suchte für seine seglerischen Ambitionen eine erfolgversprechende Regattayacht. Wettbewerbsfähige Yachten konnte man zur damaligen Zeit nur in den USA oder Großbritannien kaufen oder bauen lassen. Seine Berater wurden auf die Thistle aufgrund ihrer Erfolge aufmerksam und er kaufte die Yacht 1891 für 90.000 Goldmark. Thistle wurde in Meteor umgetauft mit dem Heimathafen Kiel, da Kaiser Wilhelm II. Namensgeber und „Kommodore“ des Kaiserlichen Yacht-Clubs war.
Mit der Meteor nahm der deutsche Kaiser auch zum ersten Mal mit einer eigenen Segelyacht an der internationalen und prestigeträchtigen Regattawoche von Cowes, der Cowes Week, teil. Sein Erscheinen in Cowes und im Clubhaus des Royal Yacht Squadron auf der Isle of Wight veranlasste seinen Onkel, den Prince of Wales und späteren Königs des Vereinigten Königreichs von Großbritannien und Irland Eduard VII., sich auch eine Regattayacht auf derselben Bauwerft der Meteor in Schottland zu bestellen.
Zwischen 1893 und 1895 segelte Wilhelm II. mit Meteor gegen die neue, etwa gleich große Yacht Britannia des Prince of Wales und späteren Königs Eduard VII. Britannia gewann alle Rennen deutlich, da sie das schnellere Schiff war und von einer besseren Mannschaft gesegelt wurde. Zur damaligen Zeit wurden Yachten dieser Größe (Big-Class) ausschließlich von meist englischen, schottischen oder norwegischen, professionellen Mannschaften einschließlich Kapitän gesegelt. Die Mannschaften rekrutierten sich überwiegend aus Fischern, die für die Sommermonate oder einzelne Regatten angeheuert wurden. Im Winter gingen sie auf ihren Segelkuttern auf Fischfang.
Der ehrgeizige Kaiser Wilhelm II. bestellte aufgrund der Niederlage gegen die Britannia eine neue, schnellere Yacht gleichen Namens bei George Lennox Watson. Sie wurde wie die Vorgängeryacht auf der Werft D. & W. Henderson & Company in Schottland gebaut.
1895 wurde die Meteor der Kaiserlichen Marine in Wilhelmshaven als Ausbildungsschiff übergeben und in Comet umbenannt. 1921 wurde sie abgewrackt.